# Messier 110
A Messier 110 (más néven M110 vagy NGC 205) egy elliptikus törpegalaxis az Andromeda csillagképben.

## Felfedezése
Az M110 törpegalaxist Charles Messier fedezte fel 1773. augusztus 10-én. A Messier-katalógushoz ismeretlen okból nem adta hozzá ezt a felfedezést, ezt csak Kenneth Glyn Jones tette meg 1966-ban.

## Tudományos adatok
Az M32 mellett az M110 az Androméda-galaxis egyik kísérője.
- Átmérője megközelítőleg 15 000 fényév (1,419·1020 m).
- Tömege 3,6-tól 15·109 M☉-ig.
- A galaxis 254 km/s sebességgel közeledik felénk.